# تسيوانت

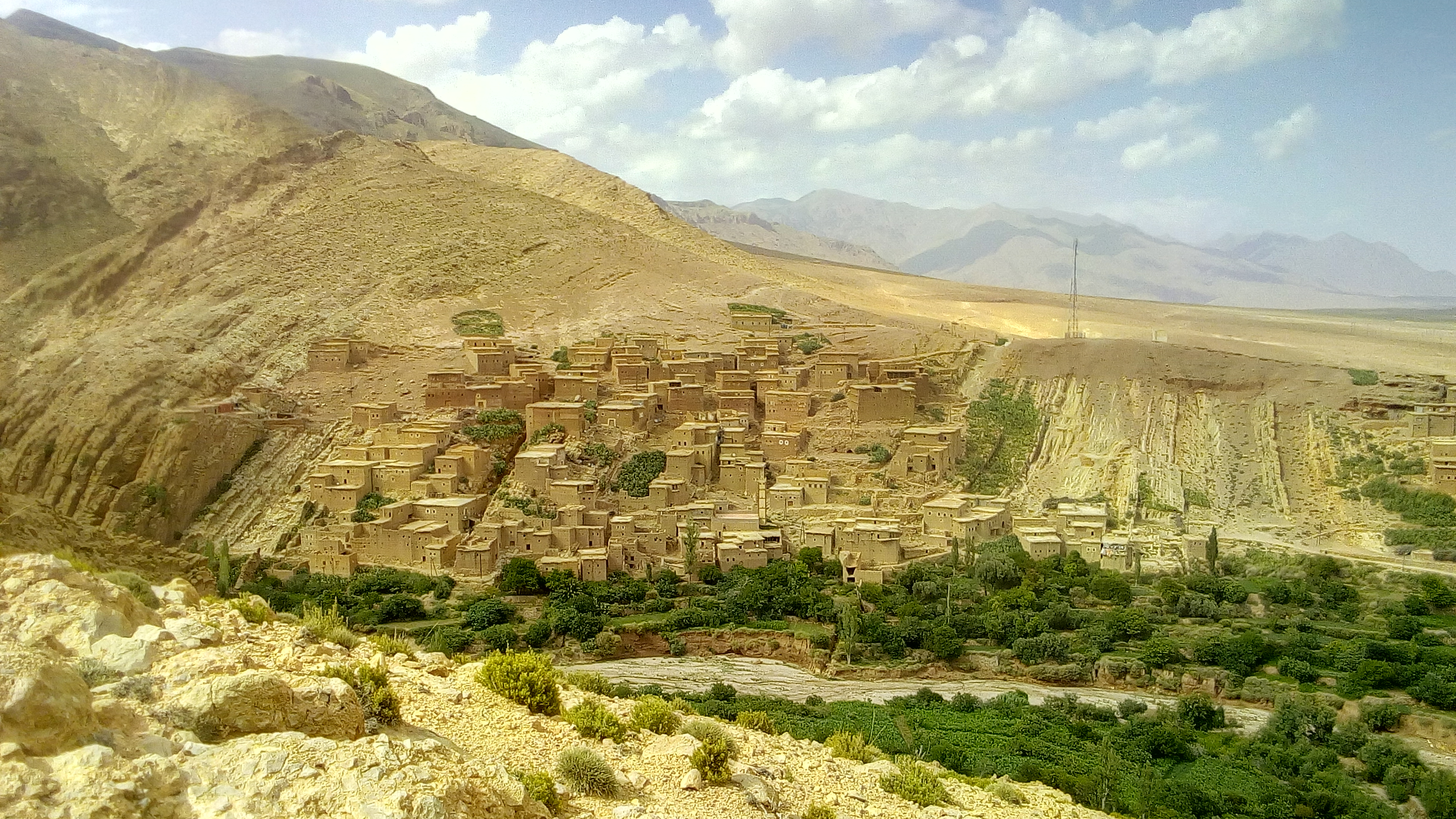

تسيوانت أي اتـْسيوانـْتْ وهي الكتابة الصحيحة للكلمة (نظرا لأن أول حروفها لفظا، تاء ساكنة وبحكم أن العربية لا تبدأ بساكن، وضع حرف همزة وصل في أولها يمكن للوصول إلى لفظ الساكن)، ما يمكن كتابته باللغة الفرنسية بـ Tsiwant، قرية توجد في الحد الشرقي لسلسلة جبال الأطلس المتوسط الشرقي، في إقليم بولمان بالمملكة المغربية.
تقع هذه القرية على وادي، منبعه عين«تِطـّوين»(العيون باللغة العربية) بالجبل، بعد 2 كلم تقريبا من جريانه ومروره بمضايق «تـَغـَشـْتْ» الخلابة والذي يمدها بمياه السقي والشرب.
أقيمت مباني السكن فيها على ضفتي الوادي خارج وفوق المنطقة السقوية أي المدرجات الزراعية المكونة من قطع صغيرة تحيط بها أشجار التين.

## إيتمولوجيا
كلمة " اتـْسيوانـْتْ، تعني باللغة الأمازيغية نوع من الطيور الجارحة (أظن أنه العقاب) الذي يعشش في المرتفعات التي تعلو القرية.
اتـْسيوانـْتْ تشمل كيانين:
- الأول في أعلى الوادي وهو ما يطلق عليه بالعربية اتـْسيوانـْتْ العليا ويتكون من ثلاثة دواويروهي:

-	آيت حمو
-	آيت اتـْسيوانـْتْ (ويطلق هذا الاسم أيضا على مجموع سكان القرية).
-	بُحنون (والسكان هم آيت بُحنون).
البعض من ساكنة دوار آيت حمّو اتخذ له مسكنا ثانويا بالجبل في إحدى المجموعتين السكنيتين المسميتين ب «إزَلْفانْ» و«أيَرْضْ».
- الثاني في أسفل الوادي يسمى «تـَغـْروتْ» (أي عظم الكتف باللغة الأمازيغية) ويطلق عليه بالعربية اتـْسيوانـْتْ السفلى؛ تتكون «تـَغـْروتْ» من دوارين أساسيين هما:

- «تـَغـْروتْ تـَمـَقـْرا نـْتْ» (بمعنى «الكبيرة») في الجهة الجنوبية للوادي.
- «تـَغـْروتْ تـَمـَعـْـنانـْتْ» (بمعنى «الصغيرة») في الجهة الشمالية للوادي.
سكان«تـَغـْروتْ» يسمون آيت ويحـْـيان.
البعض من آيت ويحـْـيان يقطن في نقط سكنية صغيرة كائنة خارج مركز القرية تحمل الأسماء التالية: اتْغانيمْتْ، إمجّوجنْ، إليلى، اتْميرْزاشْتْ، تِنّيلوتْ، امْعابَدْ، مرج الطويل، إيوفافْ، لمحاجبْ، أمانْ أعبّادْ، وعوينتْ عبّو.
مياه الوادي لا تتعدى الأراضي السقوية إلا في حالة الفيضان.
آيت اتـْسيوانـْتْ يسمون واديهم «سيفْ انْـتـْـسيوانْـتْ» (بمعنى وادي اتـْسيوانـْتْ، مع الإشارة إلى أن كلمة«سيف» تأخذ ألفا مهموزة، بحيث تكتب «أسيف»، في المناطق الأمازيغية الأخرى) ولا يأخذ اسـم وا دي الحيمر (الذي أطلقته عليه القبيلة العربية المجاورة) إلا عـند مروره بهضبة «ملوية» التي يعبرها قبل أن يكب في النهر المسمى بنفس الاسم أي «ملوية».
اتـْسيوانـْتْ تابعة إداريا إلى:
-	الجماعة القروية لأولاد علي يوسف الكائن مقرها بقرية آيت علي (أولاد علي بالعربية) والتي تبعد عنها بـ 10 كلم تقريبا.
-	قيادة أولاد علي الموجود مقرها كذلك بقرية آيت علي.
-	دائرة أوطاط الحاج، الموجود مقرها بمدينة أوطاط الحاج والتي تبعد عنها بـ 25 كلم تقريبا.
-	إقليم بولمان الكائن مركزه (العمالة) بمدينة ميسور على بعد 85 كلم تقريبا.
سكان قرية اتـْسيوانـْتْ الذين يكونون قبيلة آيت اتـْسيوانـْتْ، نصف رحل يعيشون من مورد ين أساسيين هما:
- زراعة الحبوب الموسمية التي يمارسونها بالأراضي السقوية على ضفتي الوادي وبالأراضي البورية خاصة، في المنطقة الجبلية.
- تربية المواشي، حيث يتبع أسلوب الرعي الواسع في تربية الأغنام والماعزالتي يرتحلون بها موسميا طلبا للكلا (ما يسمى بالنجعة) بين هضاب ملوية والدهرة شتاءً و«أدرار»(يعني الجبل) صيفا.
يقال أن أصل سكان هذه القرية يرجع إلى القبيلة الأم «آيت سغروشن» وأن أول من نزل باتـْْسيوانْتْ هو سيدي محمد بن علي حسب رواية شفوية متداولة وكان ذلك في القرن العاشر الهجري حسب وثائق حبسية ترجع لتلك الفترة.